# Xenopipo
Xenopipo là một chi chim trong họ Pipridae.